# Красноярская епархия
Красноя́рская епа́рхия — епархия Русской Православной Церкви, объединяющая приходы и монастыри в южной и средней частях Красноярского края. Входит в состав Красноярской митрополии.
Епархиальный центр — город Красноярск. Кафедральный собор — Покровский.
С 20 марта 2025 года правящий архиерей епархии — Никита (Ананьев), митрополит Красноярский и Ачинский.

## История
Учредить Енисейскую епархию положено было ещё на московском соборе 1681 года, однако создания епархии тогда не произошло, а территория принадлежала сначала к епархиям Тобольской и Иркутской, потом к Иркутской и наконец к Томской
Учреждена как Енисейская и Красноярская с кафедрой в губернском городе Красноярске 25 мая 1861 года путём выделения из Томско-Енисейской епархии.
После непродолжительного послевоенного периода временного архиерейского управления приходы епархии вошли в состав соседних епархий; по большей частью они были объединены в Красноярское благочиние в составе Новосибирской епархии.
Вновь образована определением Поместного Собора РПЦ 1990 года выделением из состава Новосибирской епархии. Временно до мая 1993 входили в состав епархии приходы Кемеровской области
Решением Священного Синода 30 мая 2011 года в пределах Енисейского, Казачинского, Мотыгинского, Пировского, Северо-Енисейского, Таймырского (Долгано-Ненецкого), Туруханского и Эвенкийского районов Красноярского края, а также Енисейского, Лесосибирского и Норильского городских округов, выделена Енисейская епархия.
6 октября 2011 года Красноярская и Енисейская епархии включены в состав новообразованной Красноярской митрополии.
28 декабря 2011 года из Красноярской епархии выделена Канская со включением её в состав Красноярской митрополии.
28 декабря 2018 года из Красноярской епархии выделена Минусинская со включением её в состав Красноярской митрополии.
13 апреля 2021 года в состав Красноярской епархии включён Эвенкийский район Красноярского края (ранее бывший на территории Енисейской епархии), а в состав Енисейской епархии включены Большемуртинский и Сухобузимский районы Красноярского края, до этого входившие в Красноярскую епархию..

## Епископы
Красноярская епархия
- Лука (Войно-Ясенецкий) (27 декабря 1942 — 7 февраля 1944)

Красноярское викариатство Новосибирской епархии
- Софроний (Иванцов) (4 августа — 23 декабря 1947)
- Иоанникий (Сперанский) (23 января 1948 — арестован 26 апреля 1949)

Красноярская епархия
- Антоний (Черемисов) (20 июля 1990 — 5 октября 2011)
- Пантелеимон (Кутовой) (5 октября 2011 — 20 марта 2025)
- Никита (Ананьев) (с 20 марта 2025)

## Благочиния
- Красноярское левобережное благочиние (город Красноярск)
- Красноярское правобережное благочиние (город Красноярск)
- Красноярское окружное благочиние (города Дивногорск, Сосновоборск, посёлок Кедровый и Емельяновский район)
- Ачинское благочиние (города Ачинск и Боготол, Ачинский, Бирилюсский, Боготольский, Большеулуйский, Козульский районы и Тюхтетский округ)
- Березовское благочиние (Березовский и Манский районы)
- Железногорское благочиние (ЗАТО город Железногорск и село Большой Балчуг Сухобузимского района)
- Назаровское благочиние (город Назарово и Назаровский район)
- Шарыповское благочиние (город Шарыпово, ЗАТО посёлок Солнечный, Балахтинский, Новоселовский, Ужурский районы и Шарыповский округ)
- Эвенкийское благочиние (Эвенкийский район)
- Благочиние больничных храмов города Красноярска
- Благочиние тюремных храмов

## Монастыри
- Успенский монастырь в Красноярске (мужской)
- Благовещенский монастырь в Красноярске (женский)
- Свято-Вознесенский монастырь в селе Кочергино Курагинского района (женский)

недействующие
- Серафимо-Покровский монастырь в Минусинске (женский)